# Timo Brauer
Timo Brauer (* 30. Mai 1990 in Essen) ist ein deutscher Fußballspieler.

## Karriere
Brauer begann seine Karriere bei den Ballfreunden Bergeborbeck im Essener Norden und wechselte im Sommer 2002 in den Süden der Stadt an den Uhlenkrug zu Schwarz-Weiß Essen. Nach einem Jahr verließ er den ETB wieder und wechselte zum FC Schalke 04.
Zur Saison 2009/10 verließ er den FC Schalke 04 und ging zu Rot-Weiss Essen II in die NRW-Liga. Dort wurde er schnell zum Stammspieler und im Winter 2009 zur ersten Mannschaft berufen, wo er zu einigen Kurzeinsätzen kam. Nach dem Zwangsabstieg von Rot-Weiss Essen in die NRW-Liga und dem Neuaufbau der ersten Mannschaft wurde Brauer zum Kapitän ernannt. Mit zehn Toren wurde er zum Top-Torschützen des Vereins in der Saison 2010/11. Zu Beginn der darauf folgenden Saison erzielte Brauer in der 1. Runde des DFB-Pokals das 1:0 gegen den Zweitligisten 1. FC Union Berlin und Essen kam schließlich nach Elfmeterschießen weiter.
Im Sommer 2012 wechselte Brauer in die 3. Liga zum Zweitliga-Absteiger Alemannia Aachen. Sein Profidebüt gab er am 2. Spieltag beim 3:2-Sieg im Heimspiel gegen Wacker Burghausen.
Zur Saison 2013/14 wechselte Brauer in die U-23 des Hamburger SV. Im Sommer 2014 wechselte er in die österreichische erste Liga zum SV Grödig.
Nachdem sich Grödig aus dem Profifußball zurückgezogen hatte, kehrte er im Sommer 2016 zum deutschen Regionalligisten Rot-Weiss Essen zurück, wo er einen bis Juni 2019 gültigen Vertrag erhielt. Zur Saison 2019/20 wechselte er zum Drittligaabsteiger Sportfreunde Lotte.
Aktuell ist er seit der Saison 2022/23 beim Oberligisten TVD Velbert unter Vertrag. Zudem ist er auch wieder bei Rot-Weiss Essen tätig. Als Mitarbeiter in der Geschäftsstelle ist er für Sponsoring und Marketing zuständig und als Botschafter für die Essener Chancen tätig.

## Erfolge
- NRW-Liga-Meister mit Rot-Weiss Essen 2010/11